# Xandria
Xandria er et tysk symfonisk metal-band, grundlagt af Marco Heubaum i 1997. Bandets musik kombinerer elementer af symfonisk metal med lyse elektroniske elementer og rock.